# Mia bella pollastrella
Mia bella pollastrella (titolo originale My Little Chickadee), è un film diretto nel 1940 da Edward F. Cline e con protagonisti Mae West e W.C. Fields, pure autori della sceneggiatura.

## Trama
La prorompente Flower Belle Lee, sospettata di avere una relazione illecita con un romantico bandito mascherato,  viene cacciata dalla città di Little Bend. Sul treno che la sta portando a Greasewood City, la donna incontra il viscido commerciante Cuthbert J. Twillie, che sposerà per recuperare la rispettabilità, pur non consumando mai il matrimonio. Nel frattempo però si innamora di Wayne Carter, un onesto giornalista.

## Critica
Secondo Paolo Mereghetti, l'incontro tra le due star Mae West e W.C. Fields risulta meno esplosivo di quello che ci si sarebbe potuto aspettare, come se la loro forza di trasgressione si fosse annullata reciprocamente. Restano alcune buone battute, più della West che di Field, a suo agio soprattutto nelle scene ambientate nel saloon.